# باغ گل‌های شیراز
باغ گل‌های شیراز تاسیس سال ۱۳۹۸ است و در نزدیکی پل معالی‌آباد در محله دینکان واقع شده است. این باغ در تپه قرار دارد و مسیر بازدید آن شامل سراشیبی‌های متعدد است.  این باغ دارای گونه‌های گل‌ها و درختانی همچون درخت گردو، انار، انگور، کاج سرو خمره‌ای است. گل‌هایی مانند رز و یاس از مهمترین گونه گل‌های باغ گل شیراز هستند.

## نگارخانه

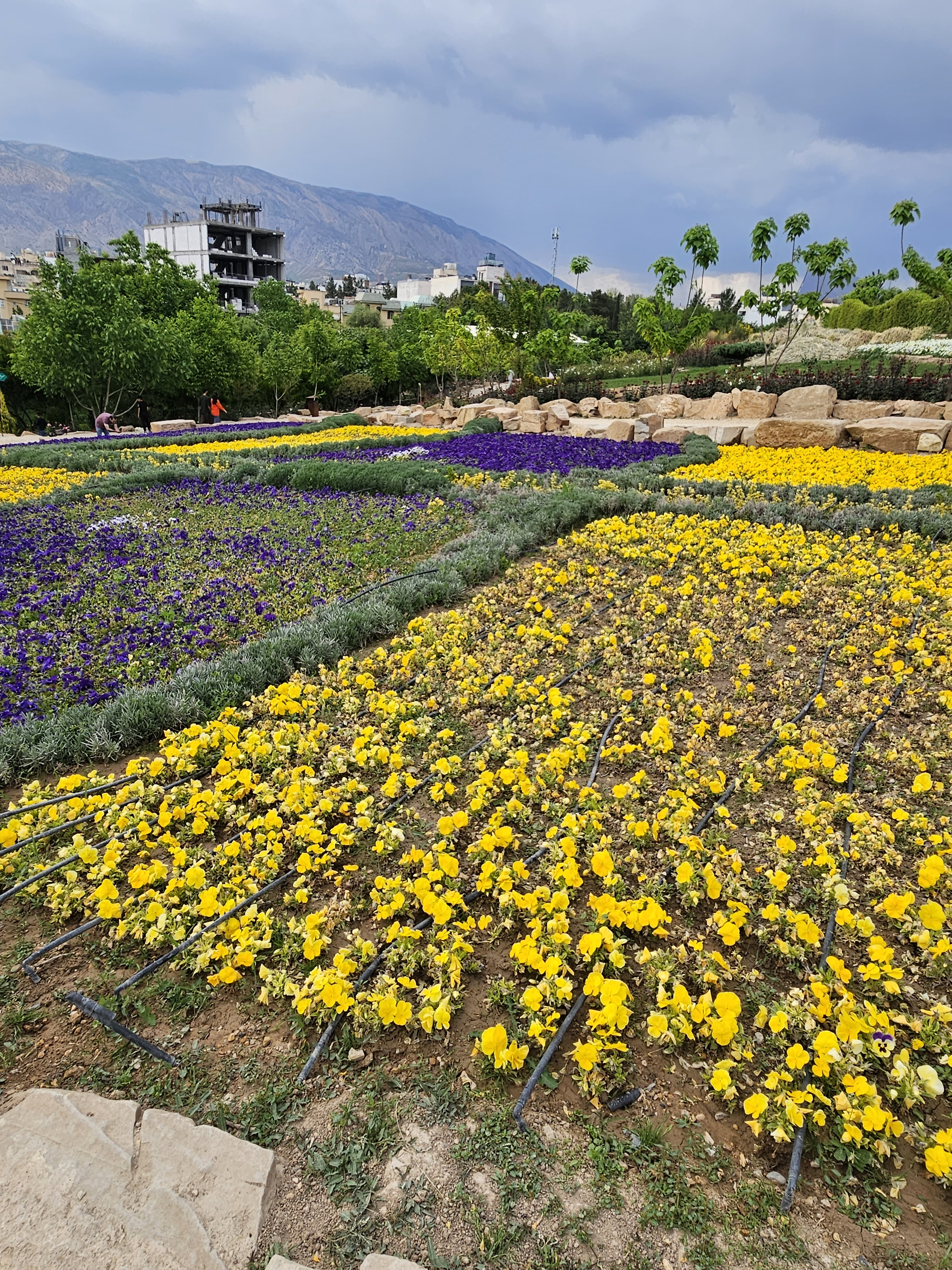
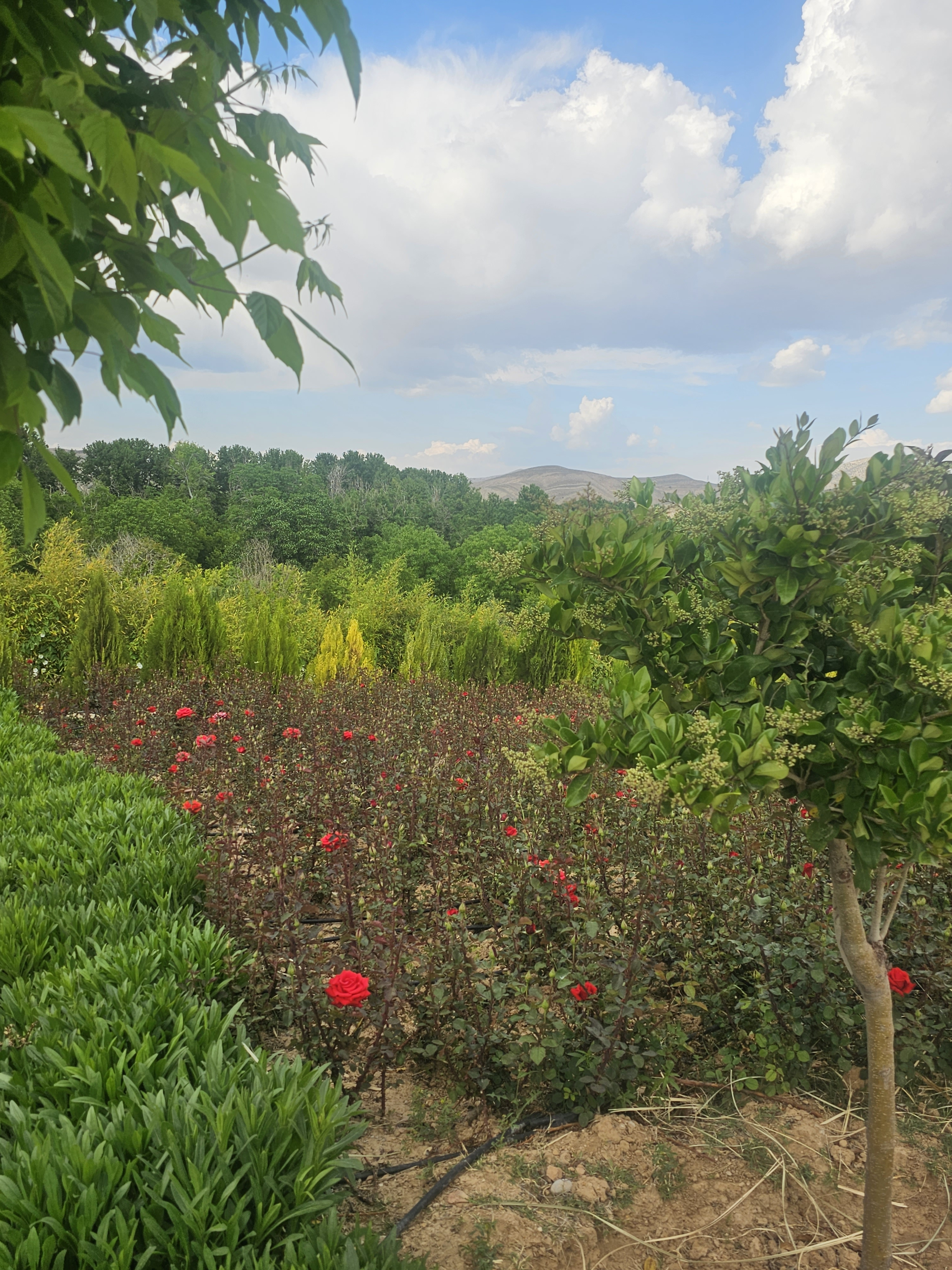
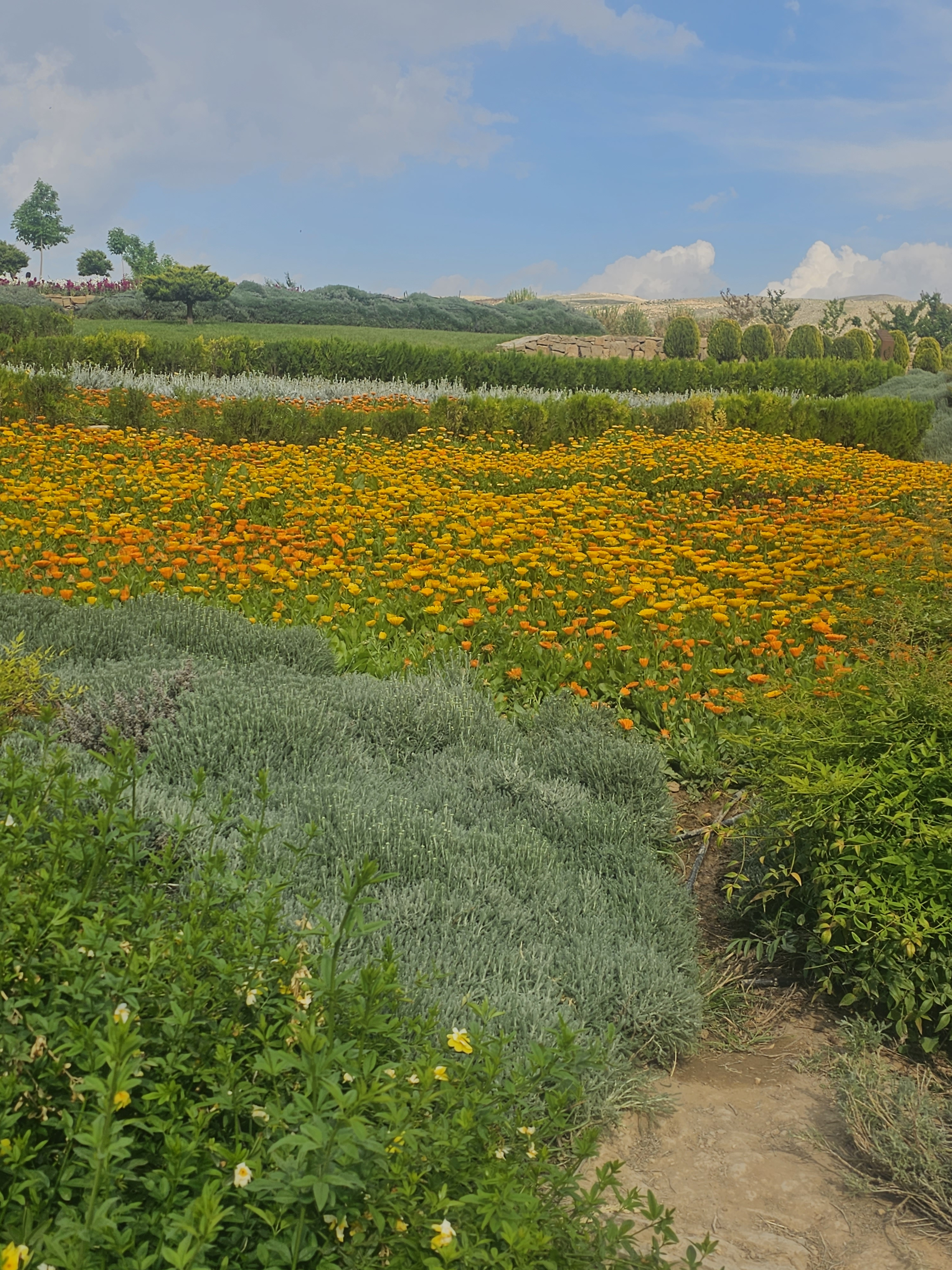
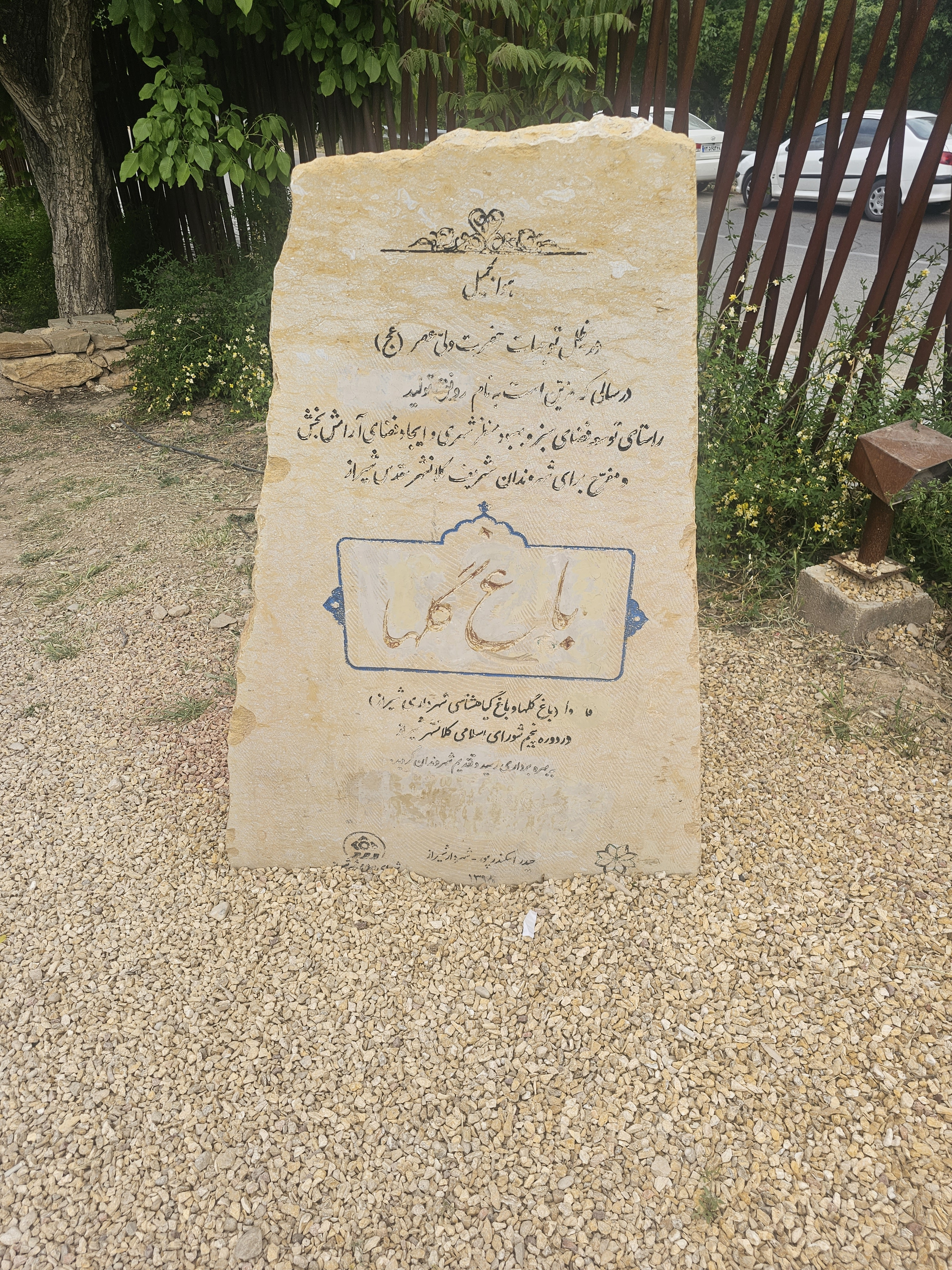

## جستار وابسته
- باغ گل‌های اصفهان